# Danger Mouse (1981)
Danger Mouse é uma série de desenho animado britânico produzido pela Cosgrove Hall Films para a Thames Television, criado por Brian Cosgrove e Mark Hall. O desenho apresenta um rato agente secreto com o codinome de Danger Mouse. O show é uma paródia do universo da espionagem, principalmente de James Bond.
A série foi exibida originalmente em 28 de setembro de 1981 e 19 de março de 1992 na ITV.
No Brasil, o desenho foi originalmente apresentado na Rede Record, durante a década de 80. Depois, começou a ser exibido dentro do programa infantil Tudo por Brinquedo da CNT, entre 1994 e 1995, apresentado na época por Mariane.
Em Portugal, foi exibido pela RTP1 em 1982, na versão original. Em 2002, é transmitido na TVI. Mais tarde, foi exibido pelo KidsCo sob o nome de Agente Zero Zero Rato e pelo Boomerang pan-europeu.
Em 2015, Danger Mouse ganha uma nova série em atual transmissão na BBC no Reino Unido, no Biggs e na RTP2 em Portugal e na Netflix no Brasil.
No Reino Unido, o desenho já teve uma audiência de 21 milhões de espectadores. Danger Mouse é considerado um dos seriados infantis británicos mais icónicos, ficando em terceiro nos 100 Melhores Programas Infantis do Channel 4.

## Personagens
- Danger Mouse: codinome de um ratinho branco que usa um tapa-olho, um cinto vermelho e um button com as iniciais DM. O seu verdadeiro nome é desconhecido e não é mencionado por algum personagem de desenho. Ele vive numa caixa de correio na Baker Street em Londres. É o melhor agente secreto do mundo. Fala 34 idiomas fluentemente, inclusive alguns alienígenas. Dublado no Brasil por Nelson Batista.
- Ernesto Penaforte (Ernest Penfold): o ajudante de Danger Mouse. É um hamster tímido que usa óculos, gravata amarela e preta e um terno azul. Dublado no Brasil por Orlando Drummond.
- Coronel K. (Colonel K): o chefe de Danger Mouse. Dublado no Brasil por Mário Monjardim.
- Barão Silas Costaverde (Baron Silas Greenback): um sapo de paletó amarelo, o arqui-inimigo de Danger Mouse. Dublado no Brasil por João "Jaci" Batista (1ª voz) e Isaac Bardavid (2ª voz).
- Stiletto Mafiosa: um corvo ajudante do Barão Costaverde.
- Leatherhead: um outro corvo ajudante do Barão Costaverde longe de Stiletto Mafiosa.
- Nero: uma centopéia, que é o bicho de estimação do Barão Costaverde. Ele decidirá escolher: deixar o mundo ou eliminar Danger Mouse.
- Quáckula (Count Duckula): um pato vampiro, sátira do Conde Drácula. Mais tarde ele ganharia seu próprio show. Dublado no Brasil por Silvio Navas (1ª voz) e Mário Monjardim (2ª voz).
- Augustus P. Crumhorm III: um lobo cientista, e é o adversário de Danger Mouse frequentemente que Barão Costaverde.
- Isambard Sinclair: o narrador do desenho. Dublado no Brasil por Sílvio Navas e Ricardo Mariano.

## Spin-off
- Count Duckula (spin-off, 1988-1993)

## Reboot
Foi relatado em 2013 que a série estava sob consideração para uma reinicialização, e em junho de 2014, foi anunciado que uma nova série estava sendo feita para transmissão no CBBC em 2015. A nova série é produzida pela Boulder Media para FremantleMedia Kids. É dirigido por Robert Cullen  com Brian Cosgrove, um dos criadores originais, atuando como consultor criativo. Alexander Armstrong e o ator Kevin Eldon expressam Danger Mouse e Penfold, respectivamente
Dave Lamb assume o papel do narrador, enquanto Stephen Fry interpreta o Coronel K e Ed Gaughan assume como Baron Silas Greenback. O co-apresentador do Armstrong's Pointless, Richard Osman, aparece na série como o Professor Strontium Jellyfishowitz. John Oliver vozes o personagem Dr. Augustus P Crumhorn III e Lena Headey voz do personagem Jeopardy Mouse, um personagem recém-introduzido nesta série. Esta série foi exibida na Netflix nos Estados Unidos e o Brasil.
Kevin Eldon descreve o estilo de animação como "muito parecido com o original"
A Jazwares é a principal parceira de brinquedos, a Penguin Books publicará uma série de livros impressos, incluindo livros de histórias, guias oficiais, livros de adesivos, livros de novidades, anuários e títulos eletrônicos, e a D.C. Thomson & Com. publicará uma revista mensal com histórias em quadrinhos e quebra-cabeças, fichas, cartazes e competições.
O primeiro episódio foi ao ar em 28 de setembro de 2015.